# Coregonus hiemalis
Espèce
Statut de conservation UICN

 EX  : Éteint
Le Corégone gravenche (Coregonus hiemalis) ou Corégone du Léman ou Petite féra était un poisson, faisant partie de la famille des Salmonidés, anciennement présent dans le lac Léman. La sur-pêche, la compétition avec des poissons introduits et la dégradation de la qualité des eaux l'ont fait disparaitre au début du XXe siècle.
Cette espèce pélagique vivait dans les grandes profondeurs du lac pratiquement toute l'année et venait frayer près de la surface en décembre-janvier.